# Miriam Lahnstein

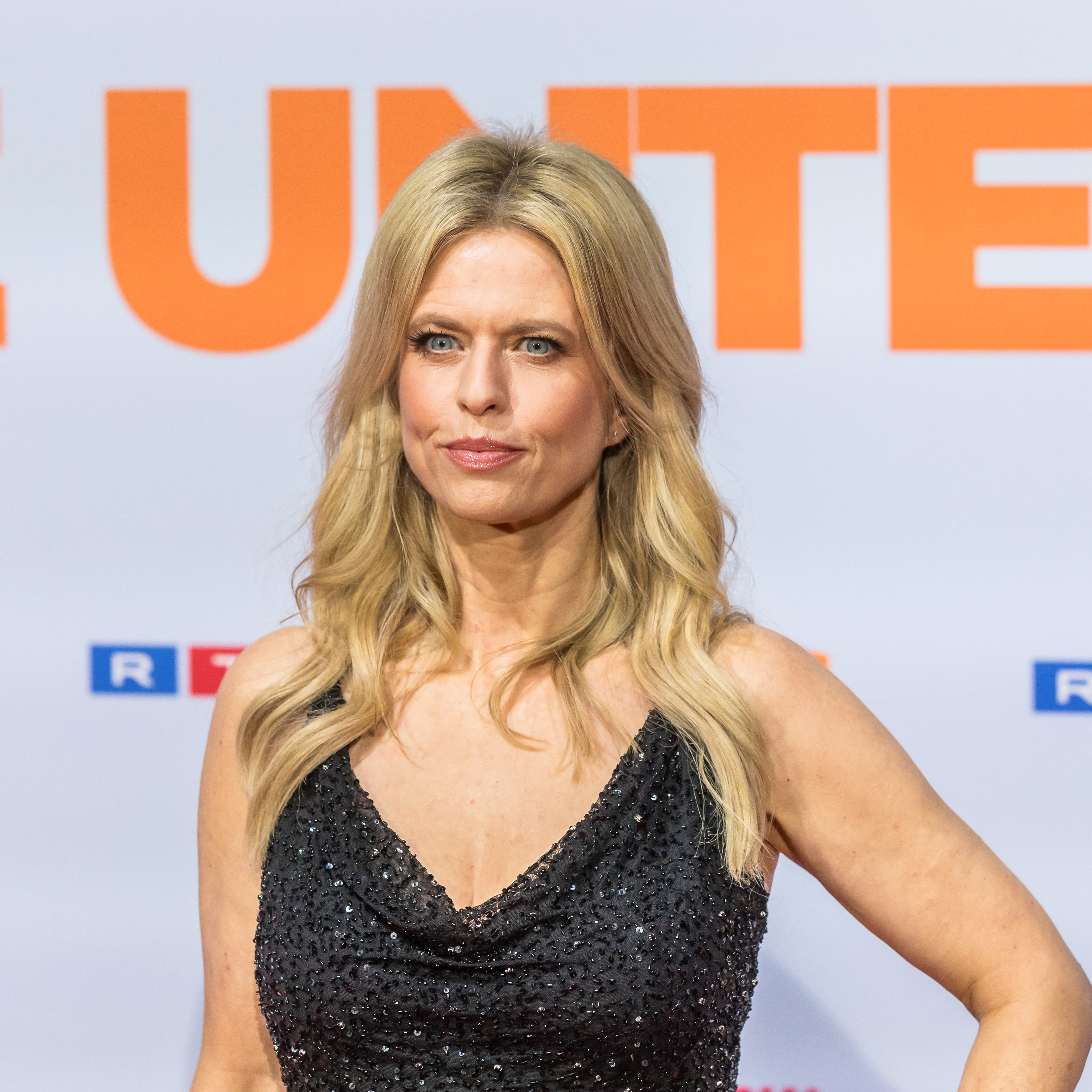
Miriam Lahnstein (2024)

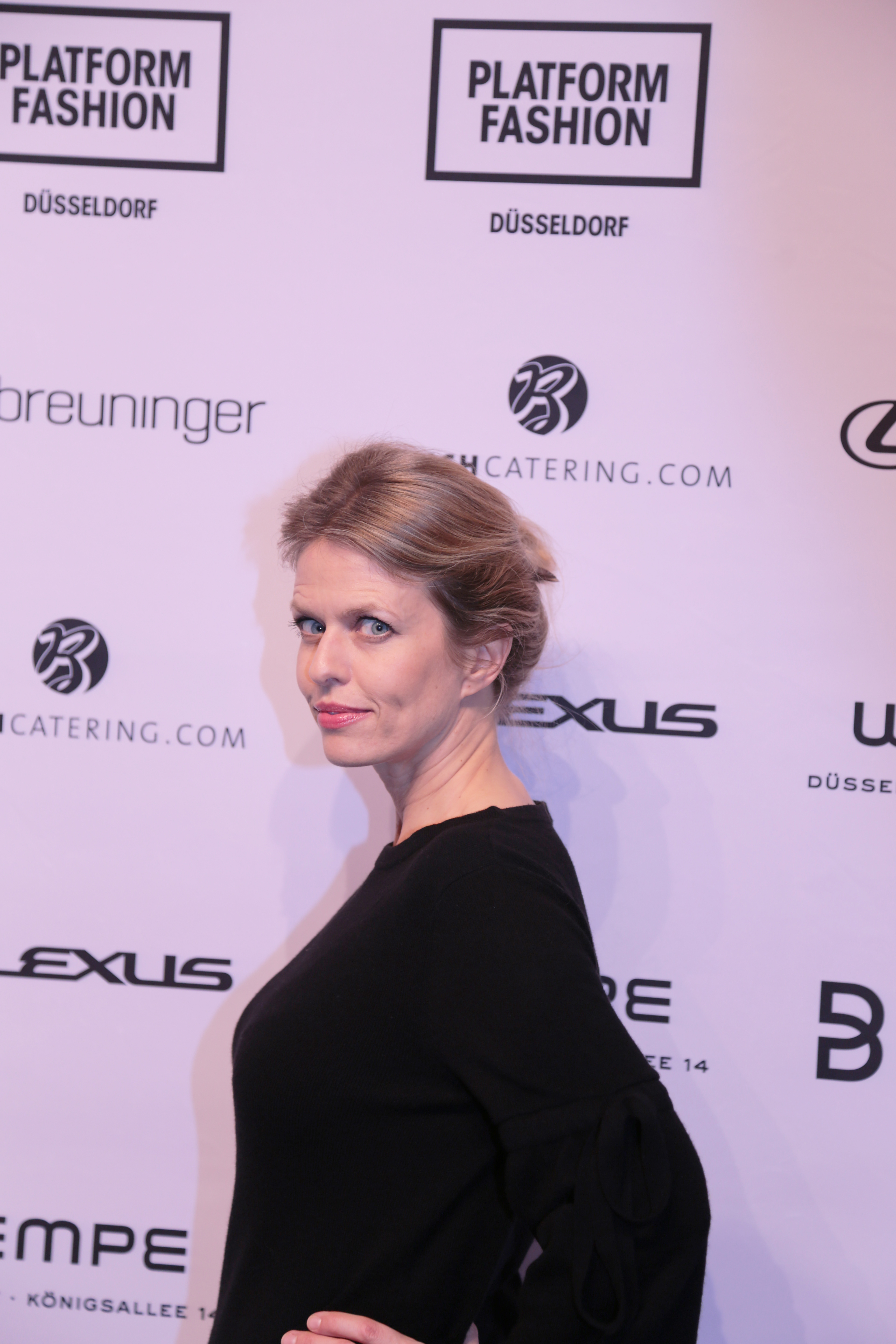
Miriam Lahnstein (2018)

Miriam Lahnstein (* 9. August 1974 in Düsseldorf) ist eine deutsche Schauspielerin.

## Leben
Ihr schauspielerisches Debüt hatte Miriam Lahnstein im Alter von 13 Jahren, als sie für den WDR-Sechsteiler Wer nicht wagt, der nicht gewinnt vor der Kamera stand. Einem Millionenpublikum bekannt wurde sie vor allem mit der ARD-Seifenoper Verbotene Liebe, wo sie mit mehreren Unterbrechungen von Juni 1995 (Folge 109) bis Juni 2015 (Folge 4664) die Rolle der Tanja (erst als Gräfin von Anstetten, später als Gräfin von Lahnstein) spielte. Daneben war sie auch in anderen Produktionen zu sehen, etwa 1999 in Alles Bob auf der Kinoleinwand.
Im Jahr 2021 kehrte sie in Verbotene Liebe – Next Generation, der Streaming-Neuauflage und Fortsetzung von Verbotene Liebe auf TVNOW, für zwei Folgen in ihre Rolle als Tanja zurück. Seit Oktober 2023 (Folge 7233) spielt sie in der RTL-Daily Soap Unter uns die Rolle der Patrizia Neumann-Goldberg.
Neben der Schauspielerei absolvierte sie ein Psychologie-Studium an der Heinrich-Heine-Universität Düsseldorf und schloss dieses mit dem Diplom ab.
Miriam Lahnstein hat zwei Kinder und lebt in Düsseldorf. Sie ist die Nichte des ehemaligen Bundesfinanzministers Manfred Lahnstein.

## Filmografie
- 1987: Wer nicht wagt, der nicht gewinnt (TV-Sechsteiler)
- 1990: Leo und Charlotte
- 1995–1998, 2001, 2004–2015: Verbotene Liebe (Fernsehserie, 2759 Folgen)
- 1997: Unser Charly (Fernsehserie, 1 Folge)
- 1997: Parkhotel Stern (Fernsehserie, 1 Folge)
- 1998: Callboy
- 1998: Alarm für Cobra 11 – Die Autobahnpolizei (Fernsehserie, Folge: Der Joker)
- 1999: Balko (Fernsehserie, Folge: Tödliche Nachbarschaft)
- 1999: Die Rettungsflieger (Fernsehserie, Folge: Außer Kontrolle)
- 1999: Mädchenhandel
- 1999: Das Amt (Fernsehserie, 1 Folge)
- 1999: Cops 2000
- 1999: Alles Bob
- 1999: Die Strandclique (Fernsehserie, 1 Folge)
- 2000: Die Motorrad-Cops – Hart am Limit (Fernsehserie, 1 Folge)
- 2001: Kleiner Mann sucht großes Herz
- 2001–2004: Die Pfefferkörner (Fernsehserie, 6 Folgen)
- 2001: Ich schenk Dir meinen Mann 2
- 2001: SOKO München (Fernsehserie, Folge: Ein mörderischer Fall)
- 2001: Klinikum Berlin Mitte – Leben in Bereitschaft (Fernsehserie, 1 Folge)
- 2002: Großstadtrevier (Fernsehserie, 1 Folge)
- 2003: Edel & Starck (Fernsehserie, Folge: Freund und Feind)
- 2003: Die Wache (Fernsehserie, Folge: Schein und Sein)
- 2004: Marienhof (Fernsehserie, 21 Folgen)
- 2004: Verschollen (Fernsehserie, 1 Folge)
- 2014: In aller Freundschaft (Fernsehserie, Folge: Böses Blut)
- 2016: SOKO Köln (Fernsehserie, Folge: Vier Freundinnen und ein Todesfall)
- 2017: Rentnercops (Fernsehserie, Folge: Liebesspieler)
- 2018: Heldt (Fernsehserie, Folge: Wer hat den Größten?)
- 2018: Morden im Norden (Fernsehserie, Folge: Filmriss)
- 2019: Alles was zählt (Fernsehserie, 4 Folgen)
- 2020: Falk (Fernsehserie, Folge: Rosa Rauschen)
- 2021: Verbotene Liebe – Next Generation (Fernsehserie, 2 Folgen)
- 2021: Der Lehrer (Fernsehserie, Folge: Mit wie viel L schreibt man Bullshit?)
- 2022: Blutige Anfänger (Fernsehserie, Folge: Tod in Acryl)
- seit 2023: Unter uns (Fernsehserie)

## Auszeichnungen
- 2011: Nominierung für den German Soap Award – Beste Darstellerin Daily Soap